# Amphimedon spiculosa
Amphimedon spiculosa är en svampdjursart som först beskrevs av Arthur Dendy 1887.  Amphimedon spiculosa ingår i släktet Amphimedon och familjen Niphatidae.
Artens utbredningsområde är Bahamas. Inga underarter finns listade i Catalogue of Life.